# Remember Me, Vol. 1
Remember Me, Vol. 1 è un album in studio dell'artista country statunitense Willie Nelson, pubblicato nel 2011.
Il disco contiene una selezioni di diverse "hit" country.

## Tracce
1. Remember Me (Scotty Wiseman)
2. Sixteen Tons (George S. Davis)
3. Why Baby Why (Darrell Edwards, George Jones)
4. Today I Started Loving You Again (Merle Haggard, Bonnie Owens)
5. I'm Moving On (Hank Snow)
6. That Just About Does It (Vern Gosdin, Max D. Barnes)
7. This Old House (Stuart Hamblen)
8. Sunday Mornin' Comin' Down (Kris Kristofferson)
9. Smoke! Smoke! Smoke! (That Cigarette) (Merle Travis & Tex Williams)
10. Slowly (Webb Pierce)
11. Satisfied Mind (Red Hayes & Jack Rhodes)
12. Roly Poly (Fred Rose)
13. Release Me (Eddie Miller)
14. Ramblin' Fever (Merle Haggard)